# 弗朗切斯科·德洛莫
弗朗切斯科·德洛莫（義大利語：Francesco Dell'Uomo；1987年1月8日—）是一位意大利跳水運動員。他代表意大利參加了2004年奧運會以及2012年倫敦奧運會的跳水比賽。他也參加了2008年歐洲游泳錦標賽的賽事。